# Энгару

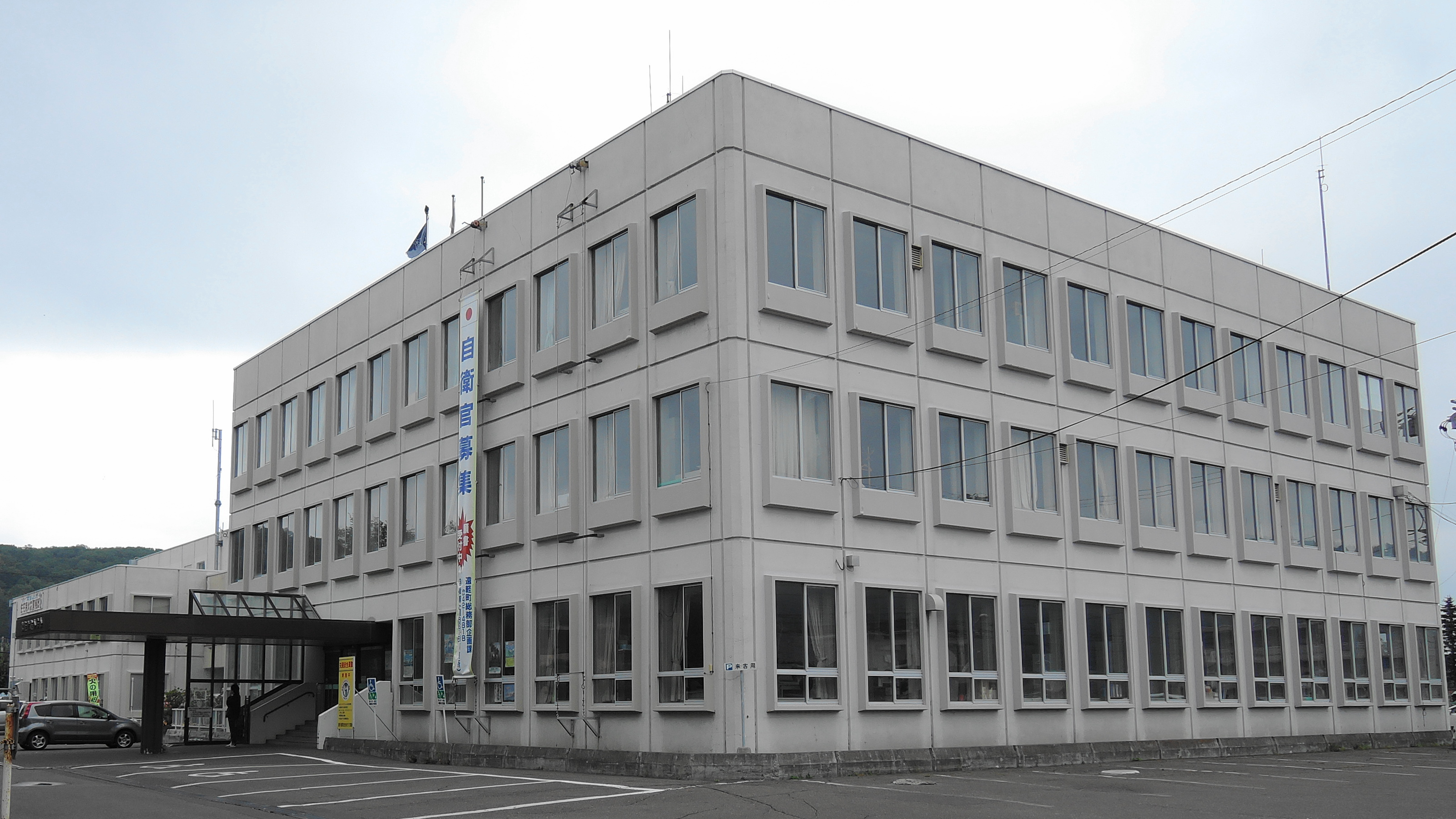
Мэрия посёлка Энгару

Энга́ру (яп. 遠軽町 Энгару-тё:) — посёлок в Японии, находящийся в уезде Момбецу округа Охотск губернаторства Хоккайдо. Площадь посёлка составляет 1332,32 км², население — 21 522 человека (30 июня 2014), плотность населения — 16,15 чел./км².

## Географическое положение
Посёлок расположен на острове Хоккайдо в губернаторстве Хоккайдо. С ним граничат города Момбецу, Китами и посёлки Такиноуэ, Юбецу, Сарома, Камикава.

## Население
Население посёлка составляет 21 522 человека (30 июня 2014), а плотность — 16,15 чел./км². Изменение численности населения с 1980 по 2005 годы:
| 1980 | 30 428 чел. |  |
| 1985 | 29 444 чел. |  |
| 1990 | 26 735 чел. |  |
| 1995 | 25 769 чел. |  |
| 2000 | 24 844 чел. |  |
| 2005 | 23 648 чел. |  |

## Символика
Деревом посёлка считается Prunus sargentii, цветком — подсолнечник однолетний.